# Астеризм (типографіка)
Астеризм (дав.-гр. ἀστερίσκος «позначка на полях», «зірочка», ἀστήρ «зірка») — рідковикористовуваний друкарський символ, що складається з трьох зірочок, розташованих трикутником (⁂).
Зазвичай привертає увагу до розповіді чи поділу підрозділів чи епізодів у книзі.
У Юнікоді цей символ має код U+2042 ⁂ ASTERISM.
Часто цей символ виглядає як три зірочки або точки, розташовані поспіль, або ж використовується додатковий відступ між абзацами для організації такого ж відділення підрозділів один від одного. Астеризм або його аналоги можуть використовуватися у поєднанні з додатковими відступами, щоб позначити розділи, які менше підрозділів.
Астеризм не слід плутати із символом Юнікоду U+2234 ∴ THEREFORE (з англ. «отже»), схожим на цей знак, що складається з трьох точок, розташованих трикутником. Цей символ кодується у блоці «Математичні оператори».

## LaTeX
У LaTeX для показу астеризму може використовуватися така конструкція:
```
 
\newcommand
{
\asterism
}{
\smash
{
%

  
\raisebox
{
-.5ex
}{
%

   
\setlength
{
\tabcolsep
}{
-.5pt
}
%

   
\begin
{
tabular
}{
@
{}
cc@
{}}
%

    
\multicolumn
2c*
\\
[-2ex]
*
&
*
%

   
\end
{
tabular
}}}}

```